# Moriaphila testaceipes
Moriaphila testaceipes är en skalbaggsart som beskrevs av Leon Fairmaire 1895. Moriaphila testaceipes ingår i släktet Moriaphila och familjen Cetoniidae. Inga underarter finns listade i Catalogue of Life.